# Michał Kazimierz Ogiński

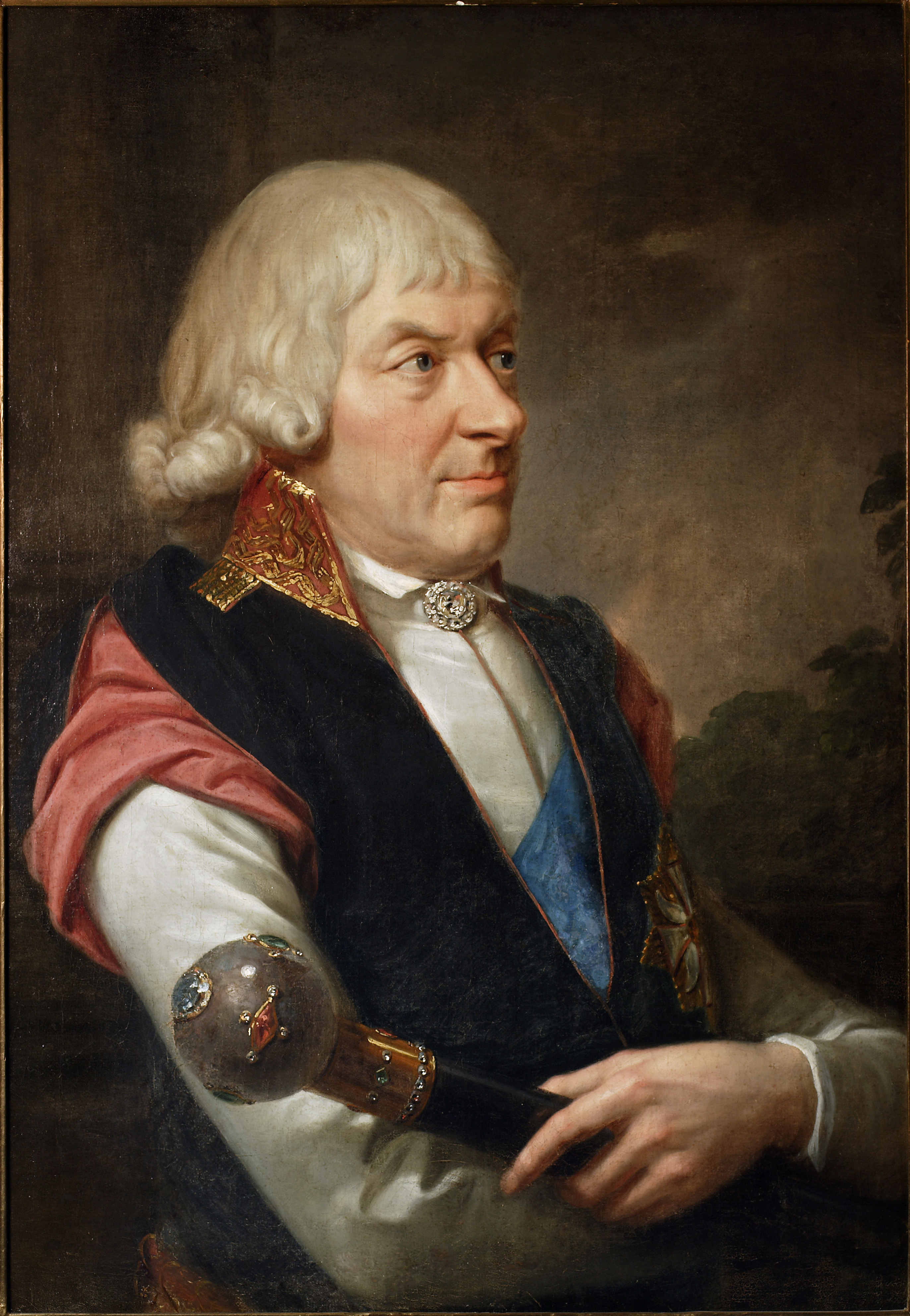
Józef Pitschmann, Michał Kazimierz Ogiński, Muzeum Narodowe w Warszawie

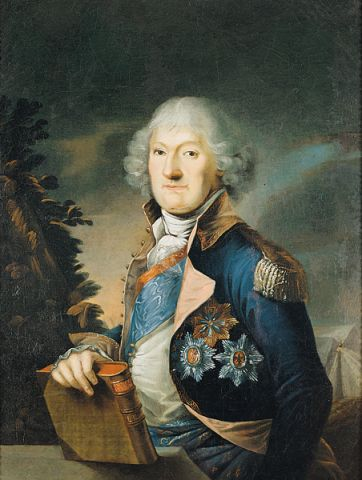
Michał Kazimierz Ogiński

Michał Kazimierz Ogiński, książę herbu Oginiec (ur. 1728 lub 1730 lub 1731 w Warszawie, zm. 31 maja 1800 w Słonimie lub Warszawie) – generał lejtnant, hetman wielki litewski 1768 – 1793, wojewoda wileński od 1764, pisarz polny litewski od 1748, cześnik wielki litewski od 1744, konsyliarz Rady Nieustającej, starosta ryczywolski w 1771 roku; kompozytor, pisarz, poeta i dramaturg, kuzyn Andrzeja Ignacego, który był ojcem kompozytora Michała Kleofasa Ogińskiego. 

## Życiorys
Patent generała uzyskał w 1748 jako pisarz w litewskim wojsku. Był posłem powiatu pińskiego na sejm 1746 roku. Poseł powiatu starodubowskiego na sejm 1748 roku. W 1757 jako wolontariusz francuski walczył pod Hastenbeck, co stanowiło całość jego edukacji wojskowej.
W 1761 poślubił wdowę Józefę Aleksandrę Sapiehę z Czartoryskich.
W 1764 roku wojewoda wileński był jednym z kandydatów Rosji do tronu polskiego. Członek Komisji Wojskowej Wielkiego Księstwa Litewskiego w 1764 roku. Był członkiem konfederacji radomskiej 1767 roku. 23 października 1767 roku wszedł w skład delegacji Sejmu, wyłonionej pod naciskiem posła rosyjskiego Nikołaja Repnina, powołanej w celu określenia ustroju Rzeczypospolitej. Od 1768 roku formalnie hetman. W 1771 przystąpił do Konfederacji Barskiej na Litwie, odniósł lokalny sukces pod Annopolem na Polesiu i nad rzeką Zelwą. 23 września 1771, na skutek braku doświadczenia wojskowego, został rozgromiony przez wojska rosyjskie pod wodzą Aleksandra Suworowa w bitwie pod Stołowiczami, a następnie udał się na emigrację.
Do 1776 roku przebywał w Wiedniu, Paryżu i innych miastach. Komponował i grał. Zasłynął jako muzyk. Pogodził się z królem i wrócił do łask, ale od armii trzymał się z dala. Członek konfederacji Andrzeja Mokronowskiego w 1776 roku. Konsyliarz Departamentu Wojskowego Rady Nieustającej w 1788 roku. Był członkiem konfederacji Sejmu Czteroletniego. W czasie Sejmu Czteroletniego należał do Stronnictwa Patriotycznego. We wrześniu 1789 roku wszedł w skład Deputacji do Formy Rządu, powołanej przez Sejm Czteroletni dla określenia ustroju Rzeczypospolitej.  Po upadku Konstytucji 3 maja, na znak protestu złożył buławę.
Typ oświeconego magnata. Doskonale gospodarował w swoich dobrach, wznosząc wiele fabryk i manufaktur. Prowadził rozległe prace melioracyjne (...osuszenie błot pińskich, poliskich, przez którą rozległość i ptak nie przeleciał, teraz milion rąk pracowitych wyżywić się może) i agrotechniczne. W znacznej części z własnych środków zbudował trakt pińsko-wołyński (Jego to dzieło, usypana grobla przez błota pińskie i poliskie, przejazd kilkadziesiąt mil skróciła z Polski do Litwy, a ztąd łatwiejszy handel dwóm narodom podała), w latach 1765–1783 Kanał Ogińskiego łączący Niemen z Dnieprem, a w latach 1775–1784 Kanał Dniepr-Bug (...złączenie Muchawca z Prypeciem rzek, a przez nie do morza bałtyckiego przez Wisłę, Bug, Muchawiec, z Muchawca przez Prypeć, Dniepr do czarnego morza...).
Był europejskiej sławy muzykiem. Studiował grę skrzypcową u G.B. Viottiego. Grał na harfie i klarnecie. W 1765 roku na swoim dworze w Słonimie utworzył centrum kultury i sztuki: powołał operę, orkiestrę oraz szkołę kształcącą artystów i muzyków baletowych.
Udoskonalił mechanizm harfy, skomponował zbiór polonezów na skrzypce i fortepian; jak się przypuszcza wiele z polonezów powszechnie przypisywanych Michałowi Kleofasowi Ogińskiemu w rzeczywistości może być autorstwa Michała Kazimierza (a być może to on nawet jest autorem popularnego poloneza a-moll nr 13 Pożegnanie Ojczyzny).
Utrzymywał teatr polski i włoski, założył drukarnię. Pisał bajki, wiersze, piosenki, tłumaczył z obcych języków. Był też jednym z dwóch polskich autorów Wielkiej Encyklopedii Francuskiej (obok Jana Szczepana Kurdwanowskiego), dla której opracował hasło „harfa”.
Główną siedzibą Ogińskiego było miasto Słonim, jednak książę często bywał w Pińsku, gdzie miał własny dwór. Ponadto w pobliżu, w miejscowości Telechany nad Kanałem Ogińskiego, funkcjonowała letnia rezydencja hetmana. Niedaleko Telechan znajdował się majątek Honoratyn, w którym mieszkała jego siostra, Honorata Ogińska. Po 1792 roku do pałacu w Honoratynie, w którym istniała niewielka sala teatralna, została przeniesiona ze Słonima szkoła baletowa. Wówczas do tego majątku z Warszawy często przyjeżdżał sam Michał Ogiński, który uczynił go swoją ostatnią rezydencją.

## Ordery
W 1755 odznaczony Orderem Orła Białego, a w 1765 Orderem św. Stanisława. Od 1763 kawaler rosyjskich orderów św. Andrzeja Apostoła i św. Aleksandra Newskiego, a od 1791 pruskich Orderu Orła Czarnego i Orderu Orła Czerwonego.

## Epitafium
Epitafium MICHAŁOWI KAZIMIERZOWI KNIAZIOWI Z KOZIELSKA OGIŃSKIEMU, HETMANOWI W.W.X. LIT. KTÓRY ZA OJCZYZNĘ WALCZYŁ, WIELE ZA NIĄ UCIERPIAŁ, A ZAWSZE JÉJ WIERNIE SŁUŻYŁ; PAMIĄTKĘ USZANOWANIA, ŻALU I WDZIĘCZNOŚCI, SŁUDZY DLA PANA POŁOŻYLI. ŻYŁ LAT 72, UMARŁ 1800 R. na Cmentarzu Powązkowskim w Warszawie w katakumbach nie wyjaśnia czy tu rzeczywiście pochowano Hetmana czy tablica ma znaczenie symboliczne – dla zachowania pamięci.

## Dzieła
Był autorem dzieł literackich wydanych pod pseudonimem Słonimski:
- Żarty dowcipne dla czytelnika z różnych autorów zebrane (red.) (1780)
- Xiążka in Octavo majori (Zbiór bajek i wierszy rozmaitych) (1781)[24]
- Powieści historyczne i moralne (1782)
- Bayki i niebayki (1788)
- Noc Jungia – poemat[25] (1788)

komedii:
- fr.: La fête du jour de nom (pol.: Uczta imieninowa)[24][26] (1784)[27]

oper:
- Opuszczone dzieci – 1771 Słonim
- Filozof zmieniony – 1771 Słonim
- Telemak[29] – 1780
- Kondycje stanów – 1781 Słonim
- Pola Elizejskie – dramma z muzyką[30], własne libretto – 1781 Słonim
- Cyganie do libretta Franciszka Kniaźnina (1828)[31][32] – 1786 Siedlce
- Mocy Świata[33], własne libretto – przed 1788 Słonim

pieśni:
- Do Temiry[34] – (1788)